# Nälkäsaari (ö i Lappland, Tunturi-Lappi, lat 67,71, long 24,94)
Nälkäsaari är en ö i Finland.   Den ligger i den ekonomiska regionen  Fjäll-Lappland  och landskapet Lappland, i den norra delen av landet, 800 km norr om huvudstaden Helsingfors.